# Ковальов Володимир Миколайович
Володимир Миколайович Ковальов (нар. 2 червня 1984 року, Харків) - графік, живописець, лауреат Міжнародного бієнале акварелі, член Національної спілки художників України. 

## Життєпис
Володимир Ковальов народився 2 червня 1984 року у Харкові. 
У 2004 році закінчив Харківське художнє училище і у 2010 році закінчив Академію дизайну та мистецтв. 
Після закінчення академії працював викладачем Харківського художнього училища.
Від 2003 року брав участь у обласних та всеукраїнських виставках. У 2010 році відбулася його персональна виставка у Києві. У 2012 році став лауреатом Міжнародного бієнале акварелі у Белграді. У тому ж 2012 році став членом Національної спілки художників України.

## Творчість

### Графіка
- "Провулок Фанінський" (2003)
- "Одеські мандри" (2005)
- "Зима на Харківщині" (2005)
- "Надвечір'я" (2005)
- "Карпатська осінь" (2011)
- "Індики" (2011)
- "Осінь у Закарпатті" (2011)
- "Зимова прогулянка" (2012)

### Живопис
- "Ранок. Рибацькі човни" (2006)
- "На селі" (2008)
- "Стигла айва" (2008)
- "Прояснилось" (2009)
- "Вечірній натюрморт" (2009)
- "Соняшники" (2009)
- "Натюрморт із предметами мистецтва" (2010)
- "Серпень" (2010)
- "Дощитиме" (2010)
- "На етюдах" (2010)
- "Стара Полтава взимку" (2011)
- "Зима в Полтаві" (2011)
- "Закарпатська осінь" (2012)
- "Сім'я. Вечір у Карпатах" (2012)